# Técnica Dvorak

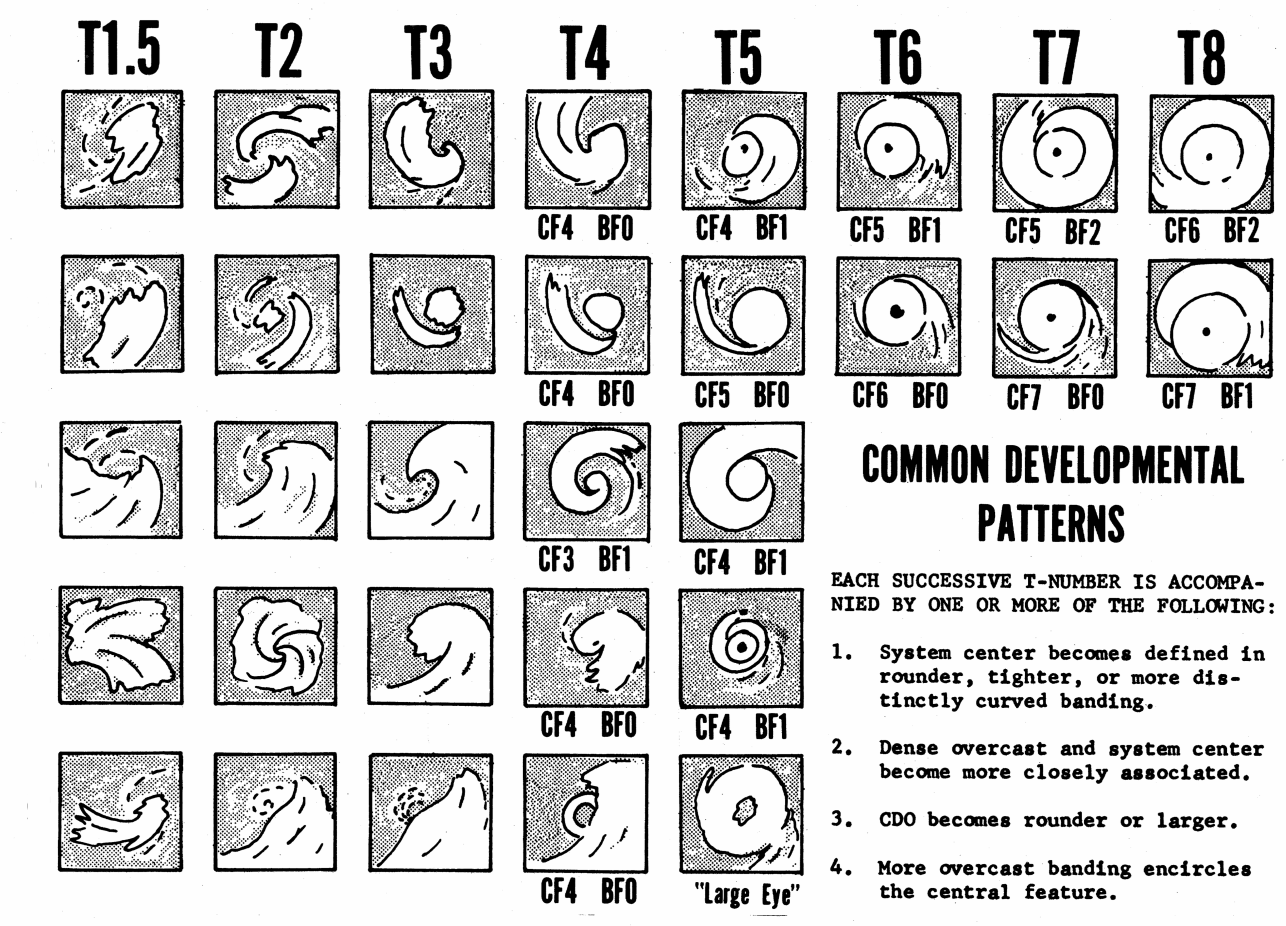
Patrones de desarrollo comunes observados durante el desarrollo de ciclones tropicales, y sus intensidades asignadas por Dvorak

La técnica Dvorak (desarrollada entre 1969 y 1984 por Vernon Dvorak) es un sistema ampliamente utilizado para estimar la intensidad de los ciclones tropicales (que incluye las intensidades de depresión tropical, tormenta tropical y huracán/tifón/ciclón tropical intenso) basado únicamente en imágenes de satélite visibles e infrarrojas. Dentro de la estimación de intensidad por satélite Dvorak para ciclones tropicales, existen varios patrones visuales que puede adoptar un ciclón y que definen los límites superior e inferior de su intensidad. Los principales patrones utilizados son el patrón de banda curva (T1,0-T4,5), el patrón de cizalladura (T1,5-T3,5), el patrón de nubosidad densa central (CDO) (T2,5-T5,0), el patrón de cubierta fría central (CCC), el patrón de ojo en banda (T4,0-T4,5) y el patrón de ojo (T4,5-T8,0).
Tanto el patrón de nubosidad densa central como el de ojo incrustado utilizan el tamaño de la CDO. Las intensidades del patrón CDO comienzan en T2,5, equivalente a una intensidad mínima de tormenta tropical (40 mph, 65 km/h). También se tiene en cuenta la forma del nublado denso central. El patrón del ojo utiliza la frialdad de las cimas de las nubes dentro de la masa circundante de tormentas y la contrasta con la temperatura dentro del propio ojo. Cuanto mayor sea la diferencia de temperatura, más fuerte será el ciclón tropical. Una vez identificado el patrón, se analizan las características de la tormenta (como la longitud y la curvatura de las bandas) para obtener un número T determinado. El patrón CCC indica que se está produciendo poco desarrollo, a pesar de las cimas de nubes frías asociadas con la característica de rápida evolución.
Varias agencias emiten números de intensidad Dvorak para ciclones tropicales y sus precursores, incluyendo el Centro Nacional de Huracanes de Análisis Tropical y Pronóstico (TAFB), la NOAA / NESDIS Satellite Analysis Branch (SAB), y el Centro Conjunto de Alerta de Tifones en el Comando Naval de Meteorología y Oceanografía en Pearl Harbor, Hawai.

## La evolución del método

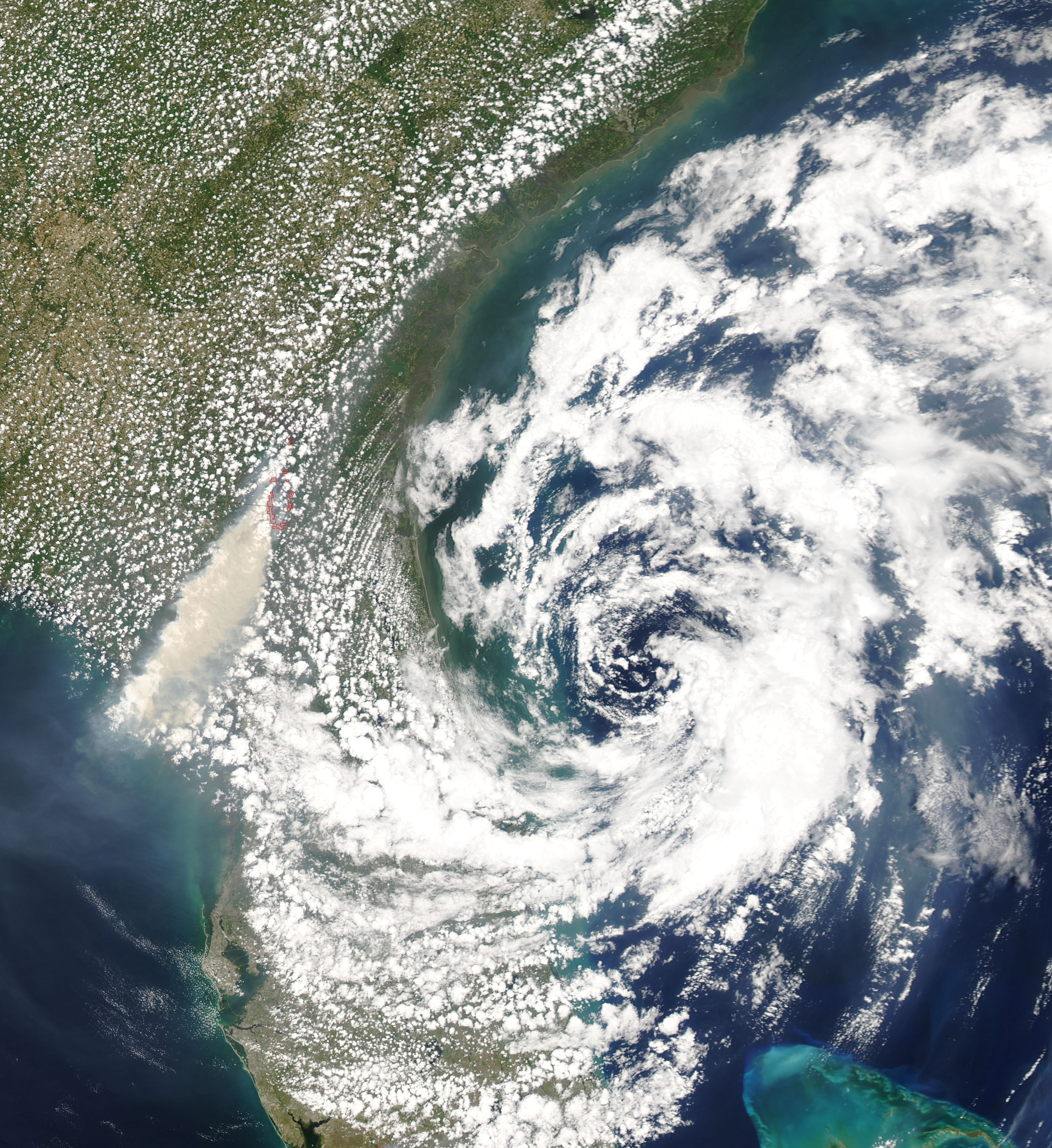
La técnica Dvorak no diagnostica correctamente la intensidad ciclónica de tormentas como la subtropical Andrea, ya que sólo se aplica a ciclones tropicales

El desarrollo inicial de esta técnica se produjo en 1969 por Vernon Dvorak, utilizando imágenes de satélite de ciclones tropicales en el noroeste del Océano Pacífico. El sistema, tal y como se concibió inicialmente, consistía en la comparación de patrones de las características de las nubes con un modelo de desarrollo y decaimiento. A medida que la técnica fue madurando en las décadas de 1970 y 1980, la medición de las características de las nubes se convirtió en un elemento dominante para definir la intensidad de los ciclones tropicales y la presión central de la zona de baja presión de los ciclones tropicales. El uso de imágenes infrarrojas de satélite permitió una evaluación más objetiva de la intensidad de los ciclones tropicales con ojo, utilizando las temperaturas de la parte superior de las nubes dentro de la pared ocular y contrastándolas con las temperaturas cálidas dentro del propio ojo. Las restricciones sobre los cambios de intensidad a corto plazo se utilizan con menos frecuencia que en los años setenta y ochenta. Las presiones centrales asignadas a los ciclones tropicales han requerido modificaciones, ya que las estimaciones originales eran de 5-10 hPa (0,15-0,29 inHg) demasiado bajas en el Atlántico y hasta 20 hPa (0,59 inHg) demasiado altas en el Pacífico noroccidental. Esto llevó al desarrollo de una relación viento-presión separada para el Pacífico noroccidental, ideada por Atkinson y Holliday en 1975 y modificada en 1977.
Como los analistas humanos que utilizan esta técnica dan lugar a sesgos subjetivos, se han hecho esfuerzos para realizar estimaciones más objetivas mediante programas informáticos, a los que han ayudado imágenes de satélite de mayor resolución y ordenadores más potentes. Dado que los patrones satelitales de los ciclones tropicales pueden fluctuar con el tiempo, las técnicas automatizadas utilizan un periodo medio de seis horas para obtener estimaciones de intensidad más fiables. En 1998 se empezó a desarrollar la técnica objetiva de Dvorak, que funcionaba mejor con ciclones tropicales que tenían ojos (de fuerza de huracán o tifón). Todavía requería una colocación manual del centro, manteniendo cierta subjetividad dentro del proceso. En 2004, se desarrolló una técnica Dvorak objetiva avanzada que utilizaba características de bandas para sistemas por debajo de la intensidad de huracán y para determinar objetivamente el centro del ciclón tropical. En 2004 se descubrió un sesgo de la presión central relacionado con la pendiente de la tropopausa y las temperaturas de la cima de las nubes que cambian con la latitud, lo que ayudó a mejorar las estimaciones de la presión central dentro de la técnica objetiva.

## Detalles del método
| Número T | Vientos 1min | Vientos 1min | Vientos 1min | Categoría (SSHWS) | Min. Presión (milibares) | Min. Presión (milibares) |
| --- | ------------ | ------------ | ------------ | ----------------- | ------------------------ | ------------------------ |
| Número T | (nudos)      | (mph)        | (km/h)       | Categoría (SSHWS) | Atlántico                | NW Pacífico              |
| 1.0 – 1.5 | 25           | 29           | 45           | Bajo TD           | ----                     | ----                     |
| 2.0 | 30           | 35           | 55           | TD                | 1009                     | 1000                     |
| 2.5 | 35           | 40           | 65           | TS                | 1005                     | 998                      |
| 3.0 | 45           | 52           | 83           | TS                | 1000                     | 991                      |
| 3.5 | 55           | 63           | 102          | TS-Cat 1          | 994                      | 984                      |
| 4.0 | 65           | 75           | 120          | Cat 1             | 987                      | 976                      |
| 4.5 | 77           | 89           | 143          | Cat 1–Cat 2       | 979                      | 966                      |
| 5.0 | 90           | 104          | 167          | Cat 2–Cat 3       | 970                      | 954                      |
| 5.5 | 102          | 117          | 189          | Cat 3             | 960                      | 941                      |
| 6.0 | 115          | 132          | 213          | Cat 4             | 948                      | 927                      |
| 6.5 | 127          | 146          | 235          | Cat 4             | 935                      | 915                      |
| 7.0 | 140          | 161          | 260          | Cat 5             | 921                      | 898                      |
| 7.5 | 155          | 178          | 287          | Cat 5             | 906                      | 879                      |
| 8.0 | 170          | 196          | 315          | Cat 5             | 890                      | 858                      |
| 8.5 | 185          | 213          | 343          | Cat 5             | 873                      | 841                      |
| Nota: Las presiones mostradas para la cuenca del Pacífico noroccidental son más bajas, ya que la presión de toda la cuenca es relativamente más baja que la de la cuenca atlántica.Los valores de 8,1-8,5 sólo son asignados por los sistemas avanzados automatizados Dvorak del CIMSS y la NOAA y no se utilizan en análisis subjetivos. |              |              |              |                   |                          |                          |

En un ciclón en desarrollo, la técnica aprovecha el hecho de que los ciclones de intensidad similar tienden a tener ciertos rasgos característicos y, a medida que se fortalecen, tienden a cambiar de aspecto de forma predecible. La estructura y la organización del ciclón tropical se siguen durante 24 horas para determinar si la tormenta se ha debilitado, ha mantenido su intensidad o se ha fortalecido. Se comparan varias características de nubes centrales y bandas con plantillas que muestran patrones típicos de tormentas y su intensidad asociada. Si se dispone de imágenes de satélite infrarrojas de un ciclón con un patrón de ojo visible, la técnica utiliza la diferencia entre la temperatura del ojo caliente y las cimas de las nubes frías circundantes para determinar la intensidad (las cimas de las nubes más frías suelen indicar una tormenta más intensa). En cada caso se asigna a la tormenta un "número T" (abreviatura de Tropical Number) y un valor de intensidad actual (Current Intensity, CI). Estas medidas oscilan entre 1 (intensidad mínima) y 8 (intensidad máxima). El número T y el valor CI son iguales excepto para las tormentas que se debilitan, en cuyo caso el CI es mayor. Para los sistemas que se debilitan, el CI se mantiene como la intensidad del ciclón tropical durante 12 horas, aunque las investigaciones del Centro Nacional de Huracanes indican que seis horas es más razonable. La tabla de la derecha muestra la velocidad aproximada del viento en superficie y la presión a nivel del mar que corresponde a un determinado número T. La cantidad en que un ciclón tropical puede cambiar de intensidad por período de 24 horas está limitada a 2,5 números T por día.

### Tipos de patrones
Dentro de la estimación de intensidad por satélite Dvorak para ciclones tropicales, existen varios patrones visuales que puede adoptar un ciclón y que definen los límites superior e inferior de su intensidad. Los principales patrones utilizados son el patrón de banda curva (T1,0-T4,5), el patrón de cizalladura (T1,5-T3,5), el patrón de nubosidad densa central (CDO) (T2,5-T5,0), el patrón de ojo en banda (T4,0-T4,5), el patrón de ojo (T4,5 - T8,0) y el patrón de cubierta fría central (CCC). Tanto el patrón de nubosidad densa central como el de ojo incrustado utilizan el tamaño de la CDO. Las intensidades del patrón CDO comienzan en T2,5, equivalente a una intensidad mínima de tormenta tropical (40 millas por hora (64 km/h)). También se tiene en cuenta la forma de la densa nubosidad central. Cuanto más metido esté el centro en el CDO, más fuerte se considera. Los ciclones tropicales con vientos máximos sostenidos entre 65 millas por hora (105 km/h) y 100 millas por hora (160 km/h) pueden tener su centro de circulación oscurecido por la nubosidad del nublado denso central dentro de las imágenes de satélite visibles e infrarrojas, lo que hace que el diagnóstico de su intensidad sea un desafío.
El patrón CCC, con su masa grande y de rápido desarrollo de cirros gruesos que se extiende desde una zona de convección cercana al centro de un ciclón tropical en un corto espacio de tiempo, indica poco desarrollo. Cuando se desarrolla, las bandas de lluvia y las líneas nubosas alrededor del ciclón tropical se debilitan y el grueso escudo nuboso oculta el centro de circulación. Aunque se asemeja a un patrón CDO, rara vez se observa.
El patrón del ojo utiliza la frialdad de las cimas de las nubes dentro de la masa circundante de tormentas y la contrasta con la temperatura dentro del propio ojo. Cuanto mayor es la diferencia de temperatura, más fuerte es el ciclón tropical. Los vientos dentro de los ciclones tropicales también pueden estimarse rastreando las características dentro del CDO mediante imágenes de satélite geoestacionario de barrido rápido, cuyas imágenes se toman con minutos de diferencia en lugar de cada media hora.
Una vez identificado un patrón, las características de la tormenta (como la longitud y la curvatura de las bandas) se analizan para obtener un número T concreto.

## Utilización
Varias agencias emiten números de intensidad Dvorak para ciclones tropicales y sus precursores. Estos incluyen el Centro Nacional de Huracanes de Análisis Tropical y Pronóstico (TAFB), la Administración Nacional Oceánica y Atmosférica de Análisis por Satélite (SAB), y el Centro Conjunto de Alerta de Tifones en el Pacífico Naval de Meteorología y Oceanografía en Pearl Harbor, Hawaii.

El Centro Nacional de Huracanes a menudo cita los números T de Dvorak en sus productos sobre ciclones tropicales. El siguiente ejemplo es de la discusión número 3 de la Depresión Tropical 24 (eventualmente Huracán Wilma) de la temporada de huracanes del Atlántico de 2005:
```
TANTO TAFB COMO SAB LLEGARON CON UNA ESTIMACIÓN DE INTENSIDAD POR SATÉLITE DVORAK DE T2.5/35 KT. SIN EMBARGO ...A MENUDO EL CAMPO DE VIENTOS EN SUPERFICIE DE GRANDES SISTEMAS DE BAJAS PRESIONES EN DESARROLLO COMO ESTE SE RETRASA UNAS 12 HORAS RESPECTO A LA SEÑAL DEL SATÉLITE. POR LO TANTO... LA INTENSIDAD INICIAL SÓLO SE HA AUMENTADO A 30 KT.

```

Se observa que en este caso el número T de Dvorak (en este caso T2,5) se utilizó simplemente como guía, pero otros factores determinaron la forma en que el NHC decidió fijar la intensidad del sistema.
El Instituto Cooperativo de Estudios Meteorológicos por Satélite (CIMSS) de la Universidad de Wisconsin-Madison ha desarrollado la Técnica Dvorak Objetiva (ODT). Se trata de una versión modificada de la técnica Dvorak que utiliza algoritmos informáticos en lugar de la interpretación humana subjetiva para llegar a un número CI. Por lo general, no se aplica a las depresiones tropicales ni a las tormentas tropicales débiles. Se espera que la Agencia Meteorológica China (CMA) empiece a utilizar la versión estándar de Dvorak de 1984 en un futuro próximo. El Departamento Meteorológico de la India (IMD) prefiere utilizar imágenes de satélite visibles en lugar de imágenes infrarrojas debido a que percibe un alto sesgo en las estimaciones derivadas de imágenes infrarrojas durante las primeras horas de la mañana del máximo convectivo. La Agencia Meteorológica de Japón (JMA) utiliza la versión infrarroja de Dvorak en lugar de la versión de imágenes visibles. El Observatorio de Hong Kong y la JMA siguen utilizando Dvorak después de la llegada del ciclón tropical. Varios centros mantienen la intensidad máxima actual durante 6-12 horas, aunque esta regla se rompe cuando el rápido debilitamiento es evidente.
El sitio de ciencia ciudadana Cyclone Center utiliza una versión modificada de la técnica Dvorak para clasificar el tiempo tropical posterior a 1970.

Imágenes por satélite de tormentas tropicales y huracanes seleccionados con número T asociado
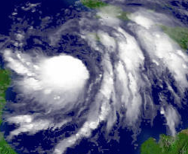
Tormenta tropical Wilma en T3.0
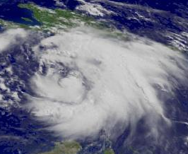
Tormenta tropical Dennis en T4.0
Huracán Jeanne en T5.0
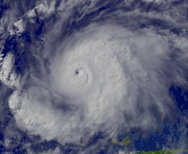
Huracán Emily en T6.0

## Ventajas e inconvenientes
La ventaja más significativa del uso de la técnica es que ha proporcionado un historial más completo de la intensidad de los ciclones tropicales en zonas en las que el reconocimiento aéreo no es posible ni está disponible de forma rutinaria. Las estimaciones de la intensidad del viento máximo sostenido están actualmente dentro de las 5 millas por hora (8,0 km/h) de lo que los aviones son capaces de medir la mitad de las veces, aunque la asignación de la intensidad de los sistemas con fuerzas entre la fuerza moderada de tormenta tropical (60 millas por hora (97 km/h)) y la fuerza débil de huracán o tifón (100 millas por hora (160 km/h)) es la menos segura. Su precisión global no siempre ha sido cierta, ya que los perfeccionamientos de la técnica dieron lugar a cambios de intensidad entre 1972 y 1977 de hasta 20 millas por hora (32 km/h). El método es coherente internamente en el sentido de que limita los aumentos o disminuciones rápidos de la intensidad de los ciclones tropicales. Algunos ciclones tropicales fluctúan en intensidad más que el límite de 2,5 números T por día permitido por la regla, lo que puede ir en detrimento de la técnica y ha llevado al abandono ocasional de las restricciones desde la década de 1980. Los sistemas con ojos pequeños cerca del limbo, o borde, de una imagen de satélite pueden estar sesgados demasiado débilmente utilizando la técnica, lo que puede resolverse mediante el uso de imágenes de satélite de órbita polar. La intensidad de los ciclones subtropicales no puede determinarse con la técnica Dvorak, lo que condujo al desarrollo de la técnica Hebert-Poteat en 1975. Los ciclones en transición extratropical, que pierden su actividad tormentosa, ven subestimada su intensidad con la técnica Dvorak. Esto llevó al desarrollo de la técnica de transición extratropical de Miller y Lander, que puede utilizarse en estas circunstancias.